# Hotelul New York din Cluj-Napoca
Hotelul New York (cunoscut în ultimele decenii sub numele de Hotelul Continental sau Conti) a fost construit în stil eclectic la sfârșitul secolului al XIX-lea în centrul Clujului, sub îndrumarea arhitectului Lajos Pákey (același care a proiectat și soclul statuii lui Matei Corvin, aflată tot în Piața Unirii a orașului Cluj-Napoca). 

## Istoric
Inițial pe acest loc a existat hotelul Național, clădire clasicistă cu un singur etaj.
Acesta a fost demolat în 1894, pe locul său fiind ridicat hotelul New York, clădire de colț eclectică. 
La parterul hotelului a funcționat mai mult de o jumătate de secol o cafenea literară și de presă a orașului. Conti este un edificiu emblematic pentru Cluj, fiind cunoscut ca Hotelul New York. Aici a luat ființă revista Gândirea și Sindicatul Presei din Ardeal și Banat. Mulți ani a fost cel mai celebru hotel clujean, la concurență cu Napoca și Belvedere.
Este posibil ca hotelul New York din Cluj-Napoca să fi fost inspirat de hotelul omonim din Budapesta, inaugurat în octombrie 1894. Piesele de mobilier au fost aduse de altfel de la acesta, fiind marcate cu monograma NY, detaliu ce a inspirat denumirea hotelului din Cluj.
Dacă până atunci Hotelul Biasini din centru (finalizat în 1840) găzduia personalitățile sosite în oraș, noua clădire cu camere elegante și facilități de ultimă oră va deveni noua destinație. În acea perioadă, New York a fost cel mai mare hotel din Transilvania. Imobilul era dotat cu generator propriu de curent și a fost prima clădire electrificată din oraș, curentul electric fiind introdus în Cluj abia în 15 iulie 1906.
Pakey a prevăzut construcția cu spații somptuoase la parter, pentru restaurant și cafenea deschise oaspeților dar și vizitatorilor din exterior. Datorită amplasării ultracentrale, la câțiva pași de sediile ziarelor și de universitate, cafeneaua, găzduită de salonul albastru, a devenit rapid punctul de întâlnire a boemei clujene, frecventată de jurnaliști, scriitori și universitari.
Supranumită „Redacția”, ea găzduia cluburi literare, iar sala mare era cunoscută pentru balurile grandioase. Cafeneaua literară a funcționat timp de jumătate de secol, până la sfârșitul celui de-al Doilea Război Mondial. Potrivit legendei, inclusiv cunoscutul dramaturg I. L. Caragiale ar fi savurat o cafea aici, iar premierul Octavian Goga ar fi fost otrăvit mortal în restaurantul hotelului, unde se oprise în drum spre Ciucea.
După instaurarea regimului comunist, hotelul a fost transformat în cămin studențesc, iar din 1960 a redevenit hotel, sub numele de Continental. Restaurantul a continuat să funcționeze, spațiul rafinat, cu oglinzi mari și candelabre somptuoase, având o ambianță aparte. La începutul anilor 2000 spațiul era încă deschis, fiind inclus în lanțul hotelier național cu același nume. 

## Proprietari și situații controversate
„Proprietarul clădirii din Cluj a fost familia Rhédey (familie de unde își are originea și Contesa Rhédey Klaudia Zsuzsanna, stră-străbunica Reginei Elisabeta a II-a a Marii Britanii).
Atât clădirea "Hotel Continental", cât și clădirea de vizavi, adică Palatul Rhédey, au fost lăsate in anul 1911, prin testamentul Contesei Rhédey Johanna, Colegiului Reformat din Debrețin, menținându-se un drept de uzufruct viager în favoarea descendenților până la gradul III inclusiv. Conform testamentului amintit, din veniturile clădirii urma a se subvenționa, prin burse, învățământul copiilor nevoiași.
În urma naționalizării din 1945, imobilul a intrat în proprietatea Statului român, în folosința Ministerului Sănătății, iar apoi în folosința Ministerului Turismului. 
Inițial a fost cămin studențesc, apoi a fost transformat în hotel (Hotel Continental). Prin "privatizarea în masă", de după 1989, clădirea a intrat în proprietatea societății Continental SA, iar apoi în proprietatea societății Ardeleana, al cărui patron era Dorel Tamaș, proprietarul primului salon Bingo din Alba Iulia, dar și al unor săli de jocuri de noroc. 
În anul 2001, proprietarul de drept, Colegiul Reformat din Debrețin, a inițiat procedurile de revendicare a clădirii, însă datorită "privatizării", clădirea nu se mai poate restitui în natură, drept pentru care, Curtea de Apel București (după o procedură ce a durat 12 ani) a hotărât, irevocabil, obligația Statului român de a despăgubi, în echivalent bănesc, fostul proprietar, Colegiul Reformat din Debrețin, raportat la prețul pieței.”
Așadar, omul de afaceri Dorel Tamaș a cumpărat în 2005 hotelul Continental prin intermediul companiei Ardeleana din Alba-Iulia, imobilul aparținând anterior companiei bucureștene Continental Hotels.
Hotelul a fost preluat cu scopul de a fi transformat în mall.Bunul a fost dobândit de  proprietar, prin cumpărare, de la SC Continental SA, societate privatizată integral încă din anul 1995. Anterior exproprierii imobilului de către statul român, proprietar al imobilului a fost Colegiul Reformat din Debrețin, persoană juridică cu sediul în Ungaria. Întrucât la momentul intrării în vigoare Legii nr.10/2001, imobilul se regăsea în patrimoniul unei societăți comerciale cu capital integral privat, nefiind astfel posibilă restiuirea în natură, fostul proprietar a solicitat acordarea de măsuri reparatorii prin echivalent de la autoritatea care a efectuat privatizarea societății în patrimoniul căreia a fost adus aport imobilul de către statul român, respectiv RAPPS, devenită ulterior AVAS. Acordarea de măsuri reparatorii prin echivalent a făcut obiectul unui litigiu între Colegiul Reformat din Debrețin și AVAS, soluționat definitiv și irevocabil în anul 2012 în favoarea fostului proprietar, Colegiul Reformat din Debrețin. Nici SC Ardeleana SA și nici SC Continental SA nu au fost parte în acest litigiu întrucât obiectul acestuia nu l-a reprezentat revendicarea în natură a imobilului.
Lui Dorel Tamaș îi este luată clădirea în 2012, deoarece acesta este urmărit internațional pentru infracțiuni de înșelăciune și delpaidare. Procurorii DNA îl acuză că a încercat să vândă ilegal în 2008 hotelul Continental din Cluj-Napoca, producând un prejudiciu de două milioane de euro, deși ar fi știut că este revendicat. Tamaș ar fi fost ajutat în această "țeapă", potrivit procurorilor, de avocatul Doina Scutea, fost decan al Baroului Alba. În același dosar mai este acuzat de prejudicierea BCR cu o sumă de câteva milioane de euro. În 2010 a fost inclus în Topul Forbes 500 miliardari cu o avere de 10 milioane de euro.
Licitația a fost organizată la sediul lichidatorului judiciar Expert Insolvența din Deva, în data de 15 iunie 2012, ora 12.00. În total, pentru bunurile aflate în proprietatea societății este solicitată, la o primă strigare, suma de aproape 9 milioane de euro. Anunțul lichidatorului suna astfel :
„Casă din piatră și cărămidă compusă din subsol: 2 camere și dependinte; parter: 1 local pentru cafenea, 1 local pentru restaurant; 7 camere, bucătărie și dependinte; etaj 1; sala festivă, 18 camere, bucătărie și dependinte; etaj 2: 25 camere și dependinte; etaj 3: 21 camere și dependinte și terenul aferent în suprafață de 1.497,60 mp. Prețul de pornire a licitației este de 6.583.132 euro, exclusiv TVA. ”
Licitația nu are însă succes, dar Claudiu Mărginean închiriază în 2013 hotelul, la parterul căruia deschide în același an o cafenea, după ce curăță în prealabil hotelul de gunoaiele strânse în interior de-a lungul timpului și îl reconectează la rețeaua de electricitate.
”Farmecul noii cafenele constă tocmai în faptul că nu s-a intervenit asupra arhitecturii de interior – pereții chiar dacă sunt scorojiți păstrează încă glamourul anilor de glorie. Candelabrele vechi încă functionează, iar saloanele deschise reamintesc de perioada în care aristocrații Clujului își serveau cafeaua în hotelul New York – numele inițial al edificiului”, spune Claudiu Mărginean în 2013.
Expert Insolvență SPRL în calitate de lichidator judiciar al SC Ardeleana SA Alba Iulia – în faliment a vândut în 12.07.2013 Hotelul,care a fost cumpărat cu 5 milioane de euro,de către omul de afaceri Ioan Bene, prin firma Napocamin SRL Cluj-Napoca. Înainte de a deveni proprietar, Ioan Bene declara că intenționează să reabiliteze complet clădirea simbol din centrul Clujului și să aducă imobilul la standardele unui hotel de 5 stele.  Investiția pentru renovarea și reamenajarea clădirii monument a fost estimată de către proprietar la 7,5 milioane de euro.
Și Primăria Cluj-Napoca a fost interesată să cumpere hotelul, însă prețul a fost considerat prea mare de Emil Boc și consilierii locali. De asemenea, situația judiciară a hotelului a fost un alt motiv invocat de autoritățile locale pentru refuzul de a-și exercita dreptul de preempțiune care îi asigura întâietatea. Arhivat în 2 februarie 2020, la Wayback Machine.
Proprietarul Ioan Bene a restricționat accesul public în interiorul clădirii imediat după cumpărare. În 2015, Asociația Origo a deschis pe timpul verii, timp de o zi expoziția Mimesis, a 40 de artiști plastici, la etajele 1 și 2 ale clădirii. Tot la Conti au avut loc dezbateri, prelegeri și, seara, concerte și partyuri. În Octombrie 2015, are loc în interiorul clădirii o petrecere de Halloween, chiar în noaptea în care are loc și regretabila tragedie din Clubul Colective. 
„Două scene în două încăperi diferite, patru baruri cu cocktail-uri speciale, două intrări separate, garderobă, lumini și un decor înfricoșător vă așteaptă la cea mai tare petrecere de halloween din Cluj-Napoca.” scria cu câteva zile înainte Clujeanul.
 Apoi, la câteva luni de la acest evenimen o bucată din clădire s-a desprins și se spune că aceasta ar fi lovit o tânără trecătoare. La câteva luni, hotelul a fost acoperit cu o prelată folosită pentru anunțuri publicitare și a stat astfel 2 ani de zile, având la intrare o pancartă pe care erau menționate lucrări de intervenție cu finalizare în 2017. Doar în 2018, însă, lucrările la fațadare au început cu adevărat, pancarta inițială fiind înlocuită cu termenul următor. În primăvara lui 2018, hotelul este închiriat de Andreea Esca pentru un eveniment de shopping „Half is free”, iar anunțul suna astfel:
”Pregătește-te pentru o nouă experiență de cumpărături inedită, pentru că, după cum bine știi, totul va fi la JUMĂTATE DE PREȚ!
Cea mai nouă ediție din Cluj a târgului va avea loc la Hotel Continental, pe data de 24 martie 2018, de la ora 10.00 și până la ora 19.00.”
Apoi, în mai, lucrările se arată a fi gata, iar proprietarul declara atunci 
„Am investit până în prezent peste 3.4 milioane de euro. Nu s-au mai făcut lucrări de anvergură de acum 100 de ani. Am schimbat acoperisul de lemn, s-au făcut lucrări de consolidare a fundațiilor, care erau afectate de trecerea timpului, am întărit structura de rezistență și am montat alte grinzi de susținere. Au fost schimbate toate geamurile, care nu sunt din termopan, așa cum ar crede lumea, ci din lemn. Acoperișul a fost refăcut integral cu materiale importate, de maximă calitate. Toate ornamentele exterioare, stucaturile, au fost refăcute de specialiști din Italia, pe modelele existente, astfel că totul arată ca în anul 1894, anul inaugurării clădirii.”
În fond, lucrările au fost efectuate de o echipă de 10-15 moldoveni cazați chiar în camerel clădirii în condiții improprii. Fațada lasă de dorit, reabilitarea acesteia fiind considerată de unii specialiști „doar o spoială care să ascundă mizeria”. Echipa a făcut intervenții și în subsolul clădirii spărgând pereți și săpând până la cărămidă, dar lăsând lucrările neterminate. „Deși acoperișul a fost reparat, totuși... mai există un colț pe unde curge încă apa” declară în dec 2019 unii cunoscători.
„Maxim, anul viitor vom finaliza și lucrările din interior. Apoi, vom vedea care va fi soarta acestei clădirii. Vă spun sincer că avem oferte de cumpărare, dar avem și oferte din partea unor branduri de renume, la nivel mondial, de închiriere. Clujenii vor putea intra, în centrul Clujului, în magazine ale unor branduri importante, magazine cum pot fi văzute la Paris, Roma, Berlin sau Munchen. Pentru etajele superioare avem oferte din partea altor mulltinaționale”, a mai spus Bene în mai 2018. 
Inspectoratul General al Poliției Române l-a inclus pe omul de afaceri clujean Ioan Bene în lista infractorilor urmăriți național. Acesta a fost condamnat definitiv la cinci ani de închisoare într-un dosar de evaziune fiscală în 2019, la București. Omul de afaceri a mai fost condamnat și în 2018 de Curtea de Apel Cluj la trei ani și opt luni de închisoare, pentru dare de mită, în dosarul fostului președinte al Consiliului Județean Cluj, Horea Uioreanu.Horea Uioreanu a fost reținut de procurorii DNA în 2014 și apoi arestat preventiv pentru luare de mită, fals în înscrisuri sub semnătură privată și complicitate la spălare de bani. Acesta a luat mită 15% din valoarea contractelor derulate pe bani publici. Afaceristul a fugit din țară pentru a scăpa de pedeapsă, reușind ulterior să își execute pedeapsa în Italia, conform legilor din această țară, în libertate supravegheată.
În 14 noiembrie 2019 clădirea este scoasă la vânzare de ArtmarkHistoricalEstate Arhivat în 2 februarie 2020, la Wayback Machine., însă prețul este ascuns. Mai mult decât atât, pentru dezvăluirea acestuia agenția pretinde semnarea unui contract de confidențialitate care cuprinde pasaje precum :
„Obiectul prezentului Acord îl constituie asigurarea confidențialității tuturor informațiilor (în continuare „Informațiile”) care au fost sau vor fi sau care ar putea fi dezvăluite în viitor de către Beneficiar Semnatarului, inclusiv pe durata derulării relațiilor contractuale prin permiterea accesului, implicarea și/sau informarea (oficială sau neoficială) a acestuia din urmă, la sau în cadrul acțiunilor Beneficiarului”
„Părțile declară și sunt de acord că valoarea prejudiciul produs prin încălcarea oricăreia dintre obligațiile Semnatarului este de 500,000 Euro.”
„Prezentul Acord de Confidențialitate nu acordă nici un drept Semnatarului.”
Până în prezent - Ianuarie 2020 - autoritățile publice declară că nu au fost înștiințate de vânzarea clădirii astfel încât să își poată exercita dreptul de preemțiune, cu toate că pe internet circulă articole care pretind că proprietarul ar fi declarat că a refuzat o ofertă de 25 mil. euro și că nu ar dori să vândă, ci să închirieze clădirea.
Singura utilitate aparentă a clădirii, în prezent, este găzduirea unor afișe publicitare în ferestrele mari aflate la parterul hotelului.